# Escuadrilla Acrobática Cruz del Sur
La Escuadrilla Acrobática Cruz del Sur (tradotto dalla lingua spagnola Squadriglia acrobatica Croce del Sud) è la pattuglia acrobatica della Fuerza Aérea Argentina e utilizza come aerei acrobatici degli FMA IA-63 Pampa.
Fanno parte della pattuglia 6 ufficiali piloti dell'Aeronautica Militare argentina in servizio attivo. L'unità è dislocata presso l'aeroporto militare di Mendoza e fa parte della IV Brigada Aérea (4ª divisione aerea).

## Storia
La Escuadrilla Acrobática Cruz del Sur fu fondata nel gennaio del 1962 e rimase attiva fino al seguente mese di dicembre, equipaggiata con North American F-86 Sabre. Venne successivamente riattivata nel 1997. Alla riattivazione del 1997 venne equipaggiata con 7 Sukhoi Su-29AR a motore radiale; sostituiti nel 2012 con degli FMA IA-63 Pampa.